# Rudolf Maurer (Politiker, 1872)
Rudolf Maurer (* 24. März 1872 in Rieden, heute: Wallisellen, Bezirk Bülach, Kanton Zürich; † 3. Februar 1963 in Rieden), heimatberechtigt in Rieden, war ein Schweizer Politiker der Bauernpartei (BP) und zuletzt der Bauern-, Gewerbe- und Bürgerpartei (BGB), der unter anderem von 1920 bis 1939 Regierungsrat sowie drei Mal (1924/25, 1931/32 und 1936/37) Präsident des Regierungsrates des Kantons Zürich war.

## Leben
Rudolf Maurer, Sohn des Landwirts Kaspar Adolf Maurer und der Pauline Angst, absolvierte eine kaufmännische Lehre in der Seidenfirma Zwicky-Guggenbühl in Wallisellen und trat nach deren Abschluss 1890 als Angestellter in die Eidgenössische Bank (EIBA) in Zürich ein. 1892 kehrte er auf den elterlichen Hof nach Rieden zurück und wurde 1895 Mitglied des Gemeinderates und Gemeinderatsschreiber von Rieden. 1912 wurde er Mitglied des Bezirksrates des Bezirks Bülach sowie 1915 Statthalter dieses Bezirks.
1920 wurde Maurer Regierungsrat und bekleidete dieses Amt bis 1939. Er war als Mitglied der Kantonsregierung zwischen 1920 und 1929 zunächst Vorsteher der Polizei- und Militärdirektion sowie im Anschluss von 1929 bis 1939 Vorsteher der Baudirektion. Während seiner Amtszeit als Vorsteher der Polizei- und Militärdirektion wurde 1923 ein Gesetz über den Motorfahrzeugverkehr zusammen mit der Einrichtung des Strassenfonds vom Kantonsrat, dem Parlament des Kantons Zürich, mit knapper Mehrheit angenommen. Während seiner fast 19-jährigen Mitgliedschaft im Regierungsrat bekleidete er drei Mal das Amt des Präsidenten des Regierungsrates des Kantons Zürich.
Als Nachfolger von Oskar Wettstein war er vom 1. Mai 1924 bis zum 30. April 1924 erstmals Präsident und wurde daraufhin von Emil Walter abgelöst. Am 1. Mai 1931 übernahm er von Rudolf Streuli zum zweiten Mal den Posten des Regierungspräsidenten und bekleidete dieses Amt bis zu seiner Ablösung durch Adolf Streuli am 1. Mai 1932. Als Nachfolger von Rudolf Streuli fungierte er zwischen dem 1. Mai 1936 und seiner Ablösung durch Otto Pfister am 1. Mai 1937 zum dritten Mal als Präsident des Regierungsrates des Kantons Zürich. Er war zuletzt Mitglied der am 23. Dezember 1936 gegründeten Bauern-, Gewerbe- und Bürgerpartei (BGB) und engagierte sich zeitweise als Präsident der Linthkommission, die die politische Verantwortung für das Linthwerk, die im 19. Jahrhundert geschaffenen Hochwasserschutzanlagen der Linth, bei den vier Kantonen Glarus, Schwyz, St. Gallen und Zürich («Linthkonkordat») trug. Ferner war er Ehrenmitglied des Zürcher Landwirtschaftlichen Kantonalvereins.
Maurer war seit 1905 mit Anna Maag verheiratet, Tochter des Landwirts Heinrich Maag.

## Hintergrundliteratur
- Stefan G. Schmid: Die Zürcher Kantonsregierung seit 1803. 2003.